# Montán
Montán (em castelhano e oficialmente) ou Montant (em valenciano) é um município da Espanha na província de Castelló, Comunidade Valenciana. Tem 34,1 km² de área e em 2021 tinha 365 habitantes (densidade: 10,7 hab./km²).

## Demografia
| Variação demográfica do município entre 1991 e 2004 | Variação demográfica do município entre 1991 e 2004 | Variação demográfica do município entre 1991 e 2004 | Variação demográfica do município entre 1991 e 2004 |
| --------------------------------------------------- | --------------------------------------------------- | --------------------------------------------------- | --------------------------------------------------- |
| 1991                                                | 1996                                                | 2001                                                | 2004                                                |
| 365                                                 | 346                                                 | 326                                                 | 330                                                 |